# Radio- og tv-nævnet
Radio- og tv-nævnet er et nævn nedsat af Kulturministeriet der står for at udbyde sendetilladelser til Danmarks radio- og tv-kanaler og desuden holde opsyn med at stationerne overholder de forskellige lovkrav. Hjemlen til nævnets virke findes i radio- og fjernsynsloven, og nævnet kan både tage sager op af egen drift og på baggrund af klager. Det er også nævnets opgave at fungere som rådgiver for kulturministeren i radio- og tv-spørgsmål. 
Nævnet blev nedsat i 2001, hvor Udvalget vedr. Lokal Radio og TV, Radio- og TV-Reklamenævnet samt Satellit- og Kabelnævnet samtidig blev nedlagt. 
Nævnet består af ti medlemmer, hvoraf to udelukkende deltager ved behandlingen af sager, hvor der vil kunne træffes afgørelse efter regler, der forbyder tilskyndelse til had på grund af race, køn, religion, nationalitet og fremme af terrorisme. 
Per 1. januar 2017 har Radio- og tv-nævnet følgende medlemmer:
- Caroline Heide-Jørgensen, formand, professor, dr. jur.
- Anne Kristine Axelsson, næstformand. direktør, cand.jur.
- Kirsten Drotner, professor i medievidenskab
- Mark Lorenzen, professor i innovation og organisationsøkonomi
- Per Jauert, lektor i medievidenskab
- Merethe Eckhardt, udviklingsdirektør
- Peter C. Madsen, revisor (udpeget af Samarbejdsforum for Danske Lytter- og Seerorganisationer)

Derudover er der udpeget følgende:
- Trine Baumbach, lektor med strafferetlig ekspertise
- Elisabet Michelsen, dommer (udpeget af Den Danske Dommerforening)

Medlemmerne Trine Baumbach og Elisabet Michelsen deltager alene ved behandlingen af sager, hvor der vil kunne træffes afgørelse efter regler, der forbyder tilskyndelse til had på grund af race, køn, religion, nationalitet og fremme af terrorisme.